# Klarahöhle (Oberösterreich)
Die Klarahöhle ist eine Riesenhöhle im Nationalpark Kalkalpen im österreichischen Bundesland Oberösterreich.

## Entdeckung und Schutz
Die tropfsteinreiche Höhle im Sengsengebirge wurde im Herbst 1999 von Helmut Steinmassl, Ralf Cassebaum, Manfred Hiebl, Markus Lutz, Emmerich Wallerberger und Michael Sonnleitner entdeckt und seither erforscht. Die Entdeckung wurde zunächst zwei Jahre lang geheim gehalten, um die Höhle in ihrem ursprünglichen Zustand zu erhalten und vermessen zu können. Bislang sind über 31 Kilometer erforscht.
Auch nach der amtlichen Bekanntgabe der Höhlenentdeckung bleibt die Klarahöhle nicht für jeden zugänglich. Die Höhle soll in ihrem ursprünglichen Zustand für die Erforschung der Entstehung und Entwicklung von Höhlen, Karsthydrogeologie und Sedimentationsvorgänge in Höhlen erhalten bleiben, und wurde umgehend als Naturdenkmal unter Denkmal- und Naturschutz gestellt. Höhlenbefahrungen sind daher nur zu Forschungszwecken gestattet. Dies wird durch eine Projektgruppe, bestehend aus Vertretern des Vereins für Höhlenkunde Sierning, der Abteilung Naturschutz des Landes Oberösterreich, der ÖBF und dem Nationalpark Kalkalpen, geleitet und überwacht.
Per Bescheid wurde verfügt, dass weder die Lage noch die Koordinaten des Eingangs oder Beschreibungen der Situation oder des Zugangs veröffentlicht werden dürfen.

## Geologie
Die Höhle beeindruckt durch ihre Größe und ihre Lage nahezu auf einer einheitlichen Ebene wie durch ihre Formationen. Die Große Kathedrale beispielsweise ist 70 m hoch, 200 m lang und 130 m breit, der Tropfstein Dicke Berta 18 Meter hoch und hat 2,5 m Durchmesser.

## Fauna
In der Höhle wurden bislang sechs verschiedene Fledermausarten entdeckt. Ein Röhrenknochen-Fragment lässt darauf schließen, dass die Höhle zeitweilig von Höhlenbären bewohnt wurde. Weiterhin wurde ein Höhlenlaufkäfer, Arctaphaenops muellneri, eine der seltensten und ältesten Tierarten im Alpenraum, entdeckt.